# Gergényi Péter
Gergényi Péter (Budapest, 1946. november 20.) nyugalmazott rendőrtábornok, 2003. július 1. és 2007. május 31. között a Budapesti Rendőr-főkapitányság vezetője volt. Személyének megítélése – morális és szakmai okokból – vitatott, legfőképpen a 2006 őszi tiltakozások alatt elkövetett rendőri jogsértések miatt.

## Életútja

### Rendőri pályafutása
Nyilvános életrajzi adatai szerint 1974-ben lett hivatásos rendőr, de már 1965-től – „nem hivatásosként” is – „a dolgozó népet szolgálta”.
- Hivatásos szolgálatát 1974-ben a Pest Megyei Rendőr-főkapitányság állományában „utcai” rendőrként kezdte.
- 1979-től a Pest Megyei Rendőr-főkapitányság bűnügyi osztályának a vizsgálója, 1984-től a főnyomozója.
- 1983. július 1-jétől az Érdi Rendőrkapitányság, bűnügyi osztályának a vezetője.
- 1988-tól a Ráckevei Rendőrkapitányság vezető-helyettese.
- 1991-től – az Antall-kormány idején – lett a Váci Rendőrkapitányság vezetője, majd ebben az évben kinevezik a Budapesti XXI. kerületi Rendőrkapitányság vezetőjévé, amely posztot 1993-ig töltötte be.
- 1993-ban rövid időre a Budapesti Rendőr-főkapitányság Kerületi Felügyeleti és Koordinációs Főosztályának a vezetőjévé nevezték ki.
- 1993-ban először lett megyei szintű „főrendőr”, a Hajdú-Bihar megyei Rendőr-főkapitányság vezetésével bizták meg.
- 1995-től – a Horn-kormány idején – lett a Nógrád megyei Rendőr-főkapitányság vezetője.
- 1996-tól Bács-Kiskun Megye Rendőr-főkapitánya.
- 1997. október 23-án – a Horn-kormány idején – tábornok lett, dandártábornokká léptették elő.
- 2003. július 1-jétől – a Medgyessy-kormány idején – Kökényesi Antal utódaként a Budapesti Rendőr-főkapitányság vezetőjévé nevezték ki.

(Amikor 2004-ben felmerült, hogy Gergényi Péter tölti majd be a távozó Salgó László helyét az országos főkapitányi székben, a sajtó szerint már az akkori budapesti főkapitányi pozíció betöltéséhez sem volt meg a szükséges egyetemi végzettsége. Az „illetékesek”, utólag azzal indokolták a korábbi budapesti főkapitányi kinevezésének a jogszerűségét – a kötelező egyetemi szintű végzettség alóli kivételt –, hogy már 1993-tól megyei szintű főkapitány volt, ezért azonos szintű pozícióban maradva helyezték át 2003-ban a budapesti főkapitányság élére. „Csak” 1996. augusztus 31. után szigorították a rendőri vezetői posztok betöltésének a feltételeit, attól kezdve országos, megyei – budapesti –, főkapitánynak kinevezni csak azt lehetett, akinek szakirányú – jogi – egyetemi diplomája volt.)
- 2004-ben – a Gyurcsány-kormány idején – vezérőrnaggyá léptették elő.
- A 2006 őszi tiltakozások brutális rendőri leverésében játszott szerepe, az ezzel kapcsolatosan tett nyilatkozatai miatt, személyét sokan támadták. Ekkor kérte a nyugdíjazását, amivel Petrétei József igazságügyi és rendészeti miniszter nem értett egyet, és ekkor még Gyurcsány Ferenc miniszterelnök is kiállt mellette.[4]
- 2006. november 17-én a Fővárosi Közgyűlés „Budapest rendőrfőkapitányaként a főváros közbiztonságának megszilárdítása érdekében végzett intenzív és innovatív munkájáért”, Budapestért díjat és Budapest Közbiztonságáért Emlékérmet adományozott neki.[5] Ezek visszavonásáról 2011-ben, a Második Orbán-kormány idején született döntés a fővárosi közgyűlésben a Fidesz-KDNP és a Jobbik szavazataival.[6]
- 2007. május 19-én Gyurcsány Ferenc bejelentette, hogy elmozdítja beosztásukból Bene László országos és Gergényi Péter budapesti rendőrfőkapitányt. A miniszterelnök, pártelnök az MSZP választmányi ülésén azzal indokolta a döntését, hogy a közbizalom megingott a rendőrségben, a sokasodó és a rendőrséget is érintő „botrányos ügyek” miatt.[7] Gergényi szakmai „jó híre” ekkorra már erőteljesen megcsappant. Az emlékezetes elszólásai – „az elejtett rendőri azonosítók”, a „Viperák” stb. – sem erősítették iránta a bizalmat.[8]
- Budapesti főkapitányi beosztása 2007. május 31-én, szolgálati viszonya 2007. november 15-i hatállyal szűnt meg.[9]

### Tanulmányai
A nyilvános életrajzi adatai alapján alsó- és középiskolai tanulmányairól – az érettségijéről – nem találhatóak források. 1987-ben – amikor az Érdi Rendőrkapitányságon dolgozott – diplomát szerzett a Rendőrtiszti Főiskolán, viszont más források szerint vitatható végzettségének – diplomájának – a főiskolai szintű elismertsége. 1981 és 84 között közepes eredménnyel végezte el a Rendőrtiszti Főiskola tisztképző szakát, majd az akkori előírásoknak megfelelően, a hároméves előképzés után kétéves felsőfokú képzésen vett részt. Mindkét tanulmányi időszakának sikeres befejezését egy-egy oklevél igazolja. A képzések sikeres befejezésével „felsőfokú állami és szakmai végzettséget” szerzett. A megszerzett végzettségek feljogosították olyan beosztás, munkakör betöltésére, amelyhez a jogszabályok szakirányú főiskolai végzettséget írtak elő. A munkakörök betölthetőségének ellenére, a képzések és a végzettségek együtt sem tekinthetőek „klasszikus” – szoros – értelemben, főiskolai képzésnek és diplomának.

### Az üzleti életben
2007-ben megszerezte az Admiral Tours Hungary Utazásszervező Kft. 30%-nyi üzletrészét, ezzel tulajdonostársa lett Pintér Sándornak és Valenta Lászlónak, a volt rendőr-kollégáknak.
Szolgálati viszonyának megszűnése után, Leisztinger Tamás üzletember cégeinek a „biztonsági főnöke” lett. 2008 augusztusában az ugyancsak a Leisztinger érdekeltségi körbe tartozó, „gyorskölcsönök” folyósításával foglalkozó Athlon Pénzügyi Zrt. vezérigazgató-helyettese lett.

## Díjai
- francia Becsületrend (2005)[14]
- Sánta Kutya díj (2007)

## Egyéb

### Eljárások, perek ellene
- 1999 novemberében Kastyják János – egy korábbi beosztottja, egykori kiskunhalasi rendőrkapitány – jelentette fel hivatali visszaélés és hamis vád bűncselekménye miatt.[15]
- 2008 márciusában az ügyészség vádat emelt ellene, szolgálati visszaélés bűncselekménye miatt, mert Gergényi nem vett tudomásul, egy korábban jogellenesen elbocsátott rendőrségi dolgozó ügyében született ítéletet, és nem volt hajlandó az ítéletnek megfelelően eljárni.[16]
- Egy korábbi beosztottja – egy rendőrzászlós – kezdeményezett eljárást ellene 2006 szeptemberében, mert véleménye szerint Gergényi jogtalanul korlátozta őt és ezért szolgálati visszaélés vétségét követte el vele szemben. A büntetőeljárást elévülés miatt megszüntették, mert Gergényi szolgálati viszonya már több mint egy éve megszűnt, és ezért vele szemben katonai bűncselekmény miatt már nem lehetett eljárni.[17]
- 2009 januárjában a Deport '56 hivatali visszaéléssel vádolta meg, amiért 2006. október 23. után megakadályozta a budapesti Kossuth térre bejelentett demonstrációk megtartását.[18]
- 2010 szeptemberében az Országgyűlés Vizsgálóbizottságának a meghallgatásán az egykori főrendőr szinte egyetlen feltett kérdésre sem válaszolt oly módon, amely morálisan elvárható minden volt- és jelenlegi „közszolgától”. Magatartását azzal indokolta, hogy nem emlékszik a történtekre. A Bizottság tagjai többször szóvá tették ezt a magatartását. Gergényi a meghallgatását követően futólépésben távozott az ülésről, a jelenlévő tudósítók szerint.[19]
- 2011 júliusában a Debreceni Katonai Ügyészség gyanúsítottként hallgatta ki. A gyanú szerint a 2006-os zavargások során az ő parancsnoki utasítására vette le sok rohamosztagos rendőr törvényellenesen a szolgálati azonosítószámot.[20]